# Georg Wilhelm Zeitmann
Georg Wilhelm Zeitmann (* 26. August 1771 in Frankfurt am Main; † 5. April 1836 ebenda) war ein Richter und Politiker der Freien Stadt Frankfurt.
Georg Wilhelm Zeitmann studierte Rechtswissenschaften an der Universität Gießen und wurde zum Dr. jur. promoviert. 1795 heiratete er Christine Margarete Kärcher. 1794 bis 1804 war er Landamtsschreiber in Frankfurt und danach stellvertretend und ab 1807 definitiv Landamtmann. 1810 wurde er Distrikts-Maire im Departement Frankfurt und 1813 Rat im Departementsgericht. 1816 wurde er Rat am Stadtgericht Frankfurt und 1825 dessen Direktor. 1827 bis 1828 war er Appellationsgerichtsrat und danach bis 1833 als Direktor des Kuratelamtes. Danach wechselte er wieder als Rat an das Appellationsgericht Frankfurt.
Von 1816 bis 1822 war er als Senator von 1823 bis 1836 als Schöff Mitglied im Senat der Freien Stadt Frankfurt. Er gehörte dem Gesetzgebenden Körper 1820 bis 1821, 1823 bis 1824 und 1827 bis 1828 an.